# Aucula byla
Aucula byla là một loài bướm đêm trong họ Noctuidae.